# Francesc Brousse
Francesc Brousse, altrament conegut com a François Brousse, (Perpinyà, Rosselló, 1913 — Clamart, Alts del Sena, 1995) fou un escriptor, assagista, novel·lista i professor de filosofia rossellonès. Va treballar com a professor principalment al Rosselló i va escriure al voltant de 80 llibres des de 1938 entre poemes, assajos (metafísiques, astronòmiques, històriques, esotèrics), novel·les, teatre i contes.
Fou un precursor dels cafès filosòfics que sorgiren arreu de França a finals del segle xx.

## Obres

### Poesia
Francesc Brousse va escriure més de cinc mil poemes que han estat recollits en una trentena de llibres que figuren a continuació.
Els llibres més antics que es van recopilar i reeditar a les Oeuvres poétiques t. I en el 1986:
- Le Poème de la Terre (1938)
- La Tour de cristal (1939)
- Chants dans le ciel (1940)
- A l'Ombre de l'Antéchrist - Poèmes écrits sous l'occupation allemande (1945)
- Le Rythme d'or (1951)
- Les Pèlerins de la nuit (1953)
- L'Enlumineur des mondes (1954)
- La Harpe aux cordes de Lune (1957)
- L'éternel Reflet (1963)
- Hymne à la Joie (1964)

Obres des de 1970 fins a 1975 que van ser recopilades i reimpreses en Œuvres poétiques t.II el 1988:
- Voltiges et vertiges - Sonnets psychédéliques (1970)
- De l'autre Cygne à l'Un (1973)
- Murmures magiques (1975)

Edicions o reediccions individuals des de 1982 fins avui: 
- Rama aux yeux de lotus bleu (1952)
- L'Angélus des rêves (1978; 1989)
- Ivresses et sommeils (1980; 1989)
- Au Royaume des oiseaux et des licornes (1982)
- Orphée au front serein (1984)
- L'Aigle blanc d'Altaïr (1987)
- Le Graal d'or aux mille soleils (1989)
- La Rosée des constellations (1991)
- Les Transfigurations (1992)
- Le Baiser de l'Archange (1993)
- Le Frisson de l'aurore (1993)
- Les Miroitements de l'Infini (1994)
- Le Chant cosmique de Merlin (1995)
- L'Homme aux semelles de tempête (1995)
- Poèmes de mon lointain matin (1995)
- Rencontre avec l'Être (1995)
- La Roseraie des fauvettes (1997)
- L'idéale Métamorphose (1998)
- Le Sourire de l'Astre (1998)
- Fantaisies (2000)
- Le Refrain de l'Absolu (2001)
- Le Pas des songes (2001)
- Vers l'Ailleurs, anthologie poétique (2005)
- Les Jardins de la reine Jeanne (2006)
- Le Rire des dieux (2006)
- Vie lyrique (2006)
- La Mort du mahatma Gandhi (2008)

### Assajos
Totes les obres esmentades ha continuació han estat publicades o reeditades per Editions de la Licorne Ailée, si no s'especifica el contrari.
- La Chute de l'aigle allemand (Imp. Sinthe et Co., Perpinyà, 1944)
- L'Avenir des peuples - Etude sur les destinées du monde (Imp. Sinthe et Co., Perpinyà, 1945)
- Le Secret des tombes royales (1947; 1991)
- Ezéchiel, mage chaldéen (1955; reeditat en Les secrets kabbalistiques de la Bible el 1987)
- La Lune, fille et mère de la Terre (1958; 1992)
- Antoine Orliac, poète martiniste (Revue Sources Vives n°8, Perpinyà, nov. 1958)
- De Pythagore à Camille Flammarion (1960; 1991)
- Une Torche aux astres allumée (1961; 1989)
- Lamennais et le christianisme universel (1963)
- Sub Rosa, pensées sans entrave (1964)
- Les Clés de Nostradamus (1965; reeditat en Nostradamus ressuscité t.II el 1997)
- Les Secrets kabbalistiques de la Bible (1968; 1987)
- Zoroastre, l'Apôtre du Soleil (1972; 1989)
- L'Ordre de l'Étoile polaire et Celui qui vient (1974; reeditat en Trinosophie de l'Étoile polaire el 1990)
- Isis-Uranie (1976; reeditat en la Trinosophie de l'étoile polaire el 1990)
- Le double Infini (1977; reeditat en la Trinosophie de l'étoile polaire el 1990)
- René Espeut, biologiste et poète (Revue Sources Vices n°34, Perpinyà, hivern del 1979)
- La Prophétie des papes, miroir du monde (1981)
- Les Visiteurs des millénaires - Le Comte de Saint-Germain, t. I (1982; 1990)
- La Trinosophie de l'Étoile Polaire (1984; 1990)
- Les Secrets kabbalistiques de Victor Hugo (1985)
- Les Secrets kabbalistiques de la Bible (1987)
- L'Astrosophie, la science divine des étoiles (Edicions Dervy-livre, Paris, 1989)
- La septième Erreur de l'humanité (1991)
- L'Arbre de vie et d'éternité, une nouvelle forme de Kabbale (1992)
- Le Livre des révélations, t. I et II (1992)
- Les Mystères d'Apollon (1992)
- La Coupe d'Ogmios (1993)
- L'Évangile de Philippe de Lyon (1994)
- Par le Soupirail du rêve (1996)
- Nostradamus ressuscité, t. I (1996), t.II (1997), t.III (1998)
- Dans la Lumière ésotérique (1999)
- Commentaires sur l'Apocalypse de saint Jean, t. I (2001)
- Bulletin du Maître polaire - Cours de Métaphysique - 1992-1993 (2001); 1993-1994 (2002); 1994-1995 (2003)
- Le Manifeste de la Quatrième Dimension (Edicons de la Neuvième Licorne, 2008)
- Poésie, langage de l'âme (Edicions de la Neuvième Licorne, 2008)

### Novel·les
- Péhadrita parmi les étoiles (1983)
- L'Abeille de Misraïm (1986)
- Contes du gouffre et de l'infini (1988)

## Filmografia
- François Brousse évoqué par ses amis, pel·lícula documental (45 minuts) realitzada per HARLAY Thomas, Production La Compagnie de l'Étoile, Suresnes, 2005. Projecció en l'estrena en el Centre espanyol de Perpinyà en el context de Commemoració dels deu anys de la mort de Francesc Brousse el 2005.
- François Brousse un sage de bonne compagnie, pel·lícula documental (80 minuts) realitzada per HARLAY Thomas, Production La Compagnie de l'Étoile, Paris, 2009.
- Una edició en DVD, François Brousse un sage de bonne compagnie (publicat al quart trimestre de 2009, producció de La Compagnie de l'Étoile), edició amb les dues pel·lícules anteriors.